# Wyeomyia melanopus
Wyeomyia melanopus är en tvåvingeart som beskrevs av Dyar 1919. Wyeomyia melanopus ingår i släktet Wyeomyia och familjen stickmyggor. Inga underarter finns listade i Catalogue of Life.